# Ponts de Pardines
Els Ponts de Pardines són els ponts del municipi de Pardines (Ripollès). Almenys tres d'aquests ponts formen part de l'Inventari del Patrimoni Arquitectònic de Catalunya.

## Pont de Vilaró
El Pont de Vilaró és una obra inventariada. És un pont d'un arc, de pedra i pla. Està situat sobre el torrent de Vilaró, afluent del Segadell, afluent del Freser.

## Pont del Molí d'en Roca
El Pont del Molí d'en Roca és una obra inventariada de Pardines. És un pont d'un arc, tot de pedra, sense baranes i pla. Es troba sobre el riu Segadell, afluent del Freser. Queda a un costat el pintoresc molí amagat entre roques i arbredes.

## Pont de l'Illa
El Pont de l'Illa és una obra inventariada de Pardines. És un pont d'un arc tot de pedra i pla. Sobre el riu Sagadell, afluent del Freser.